# Cortado
Cortado – pochodzący z Hiszpanii (prawdopodobnie z Madrytu) napój składający się z espresso zmieszanego mniej więcej w proporcji pół na pół z ciepłym mlekiem w celu zmniejszenia kwasowości kawy. Mleko w cortado jest parzone, ale nie jest spienione, jak w wielu włoskich napojach kawowych, np. cappuccino.
Cortado jest napojem pośrednim pomiędzy macchiato a cappuccino. Ma większą zawartość mleka niż macchiato, ale jest bardziej intensywny w smaku i aromacie od flat white. Cortado serwuje się w filiżance o pojemności 130 ml, czyli mniejszej niż do flat white.
Nazwa wywodzi się od hiszpańskiego słowa oznaczającego „przecięty”, ponieważ, gdy kawa jest przygotowana, widać jak mleko przecinają ciemne paseczki espresso, a po ich połączeniu na wierzchu kawy ujawnia się niezbyt masywna, około półcentymetrowa pianka. Jest to napój, w którym zbalansowana jest słodycz mleka i kwasowość kawy.
W Katalonii napój nazywany jest tallatem, we Francji – noisette (prawdopodobnie ze względu na orzechowy kolor), a w Kalifornii – Gibraltar. Na Kubie cordito serwuje się ze skondensowanym mlekiem.